# 14 серпня
14 серпня — 226-й день року (227-й у високосні роки) в григоріанському календарі. До кінця року залишається 139 днів.

## Свята і пам'ятні дні

### Національні
- Пакистан: Національне свято Ісламської Республіки Пакистан. День Незалежності (1947)

### Релігійні

#### Християнство
Католицизм
- День Святого Священномученика Максиміліана Марія Кольбе.

Православ'я
- Передсвято Успіння Пресвятої Богородиці.
- Пророка Михея.
- Перенесення мощей преподобного Феодосія Києво-Печерського.
- Свяшенномученика Маркела, єпископа Апамейського.

## Події
- 1385 — португальці розбили кастильців у битві при Алжубарроті.
- 1385 — укладено Кревську унію — угоду між Королівством Польським і Великим князівством Литовським, яка передбачала об'єднання цих країн в єдину державу.
- 1457 — надруковано першу книгу, дата виходу у світ якої точно відома (близько 3 років після Йогана Ґутенберґа).
- 1687 — козацькі полки і московське військо повернулися з невдалого Кримського походу.
- 1775 — (за іншими даними 3 серпня) Катерина ІІ видала імператорський маніфест, який офіційно ліквідував запорізьке козацтво.
- 1880 — закінчено спорудження знаменитого собору в Кельні (будову розпочато 1248 року).
- 1916 — в ході Першої світової війни почалися бої Українських січових стрільців (УСС) за гору Лисоню в складі австро-угорської армії проти російських військ.
- 1919 — частини 2-го корпусу Української Галицької Армії, женучи перед собою Таращанську бригаду червоних Василя Боженка, здобули Старокостянтинів.
- 1936 — на Олімпійських іграх в Берліні вперше відбулись змагання з баскетболу. У фіналі збірна США перемогла команду Канади.
- 1947 — Пакистан та Індія здобувають незалежність від Великої Британії опівночі. Пакистан святкує цю подію 14 серпня, Індія — 15 серпня.
- 1971 — проголошено незалежність Бахрейну.
- 1980 — на Ленінській верфі у Гданську (Польська Народна Республіка) під проводом Леха Валенси 17000 робітників починають страйк, що став початком демократизації Польщі і повалення комуністичного уряду Ярузельського.
- 1992 — розпочався грузино-абхазький конфлікт.
- 2010 - відкрилися I Літні Юнацькі Олімпійські ігри в Сінгапурі.
- 2013 — сотні вбитих і тисячі поранених в Каїрі після розгону силовиками таборів протестувальників проти військового перевороту[2].

## Народились
Дивись також Категорія:Народились 14 серпня
- 1714 — Клод Жозеф Верне, французький художник пейзажист періоду рококо і французького передромантизму, батько художника Карла Верне і дід художника Ораса Верне.
- 1777 — Ганс Крістіан Ерстед, данський вчений-фізик і хімік.
- 1842 — Жан Гастон Дарбу, французький математик
- 1860 — Ернест Томпсон Сетон, канадський (шотландського походження) письменник, художник-анімаліст.
- 1867 — Джон Ґолсуорсі, англійський письменникІван Боберський (1914)
- 1873 — Іван Боберський, видатний діяч західноукраїнського фізкультурно-спортивного руху кінця ХІХ — першої половини ХХ ст.
- 1875 — Мстислав Добужинський, російський, литовський та американський художник, графік, театральний художник, викладач, мемуарист.
- 1892 — Іван Липківський, український художник, представник школи «бойчукістів». Син українського релігійного діяча Василя Липківського. Обидва розстріляні органами НКВС СРСР в 1937 році.
- 1908 — Манос Катракіс, грецький актор
- 1910 — Віллі Роні, французький фотограф
- 1945 — Валерій Шмаров, український політик, 3-й Міністр оборони України, директор Аерокосмічного інституту
- 1960 — Сара Брайтман, британська співачка-сопрано, акторка і танцівниця
- 1983 — Міла Куніс, американська акторка
- 1984 — Джош Горджес, канадський хокеїст

## Померли
Дивись також Категорія:Померли 14 серпня
- 582 — Тиберій II, візантійський імператор.
- 1464 — Папа Пій II.
- 1921 — Марко Шляховий-Кармелюк, отаман УНР, голова Будаївської волосної Церковної ради, вбитий чекістами.
- 1956 — Бертольт Брехт, німецький письменник.
- 1968 — Іван Хоменко, український поет.
- 1972 — Олександр Лейпунський, український вчений-фізик, 1932 року спільно з Антоном Вальтером, Кирилом Синельниковим і Георгієм Латишевим уперше в СРСР здійснили розщеплення атомного ядра штучно прискореними частинками.
- 1984 — Джон Бойнтон Прістлі, британський романіст, есеїст, драматург та театральний режисер.
- 1994 — Еліас Канетті, австрійський письменник, лауреат Нобелівської премії (1981), (*1905).
- 2004 — Чеслав Мілош, польський поет, прозаїк, перекладач, есеїст, літературознавець, лауреат Нобелівської премії з літератури 1980 року.
- 2010 — Еббі Лінкольн (народжена Анна Марія Вулдридж), американська джазова співачка і акторка

## Виноски
1. ↑  Православний церковний календар 2024 - Православна церква України
2. ↑  Кількість загиблих в Єгипті перевищила 500. Архів оригіналу за 16 серпня 2013. Процитовано 15 серпня 2013.